# 亚洲的人权
亚洲的人权问题涉及许多国家、国际政府组织和非政府组织。所有这些机构都为人权提供了各种服务和观点，涵盖了亚洲人权的执行、监测和批评等主题。亚洲没有一个涵盖所有人权的机构，因为这样一个多样化和广泛的地区需要一些机构来适当监测人权范围内的众多因素。亚洲历来有许多对人权的批评，但现在各种新的条约和公约都在努力实现国际舞台上所知的人权水平。亚洲的人权受到许多组织（政府和非政府组织）的监督，东盟政府间人权委员会（AICHR）和人权观察就是其中的一个例子。各国对这些组织的宽容程度各不相同，自愿的政府间项目(如东盟)通常比中立的非政府组织得到的国家合作更多。近几十年来，对亚洲国家的批评数量急剧增加，许多人权倡导者呼吁提高透明度，并向亚洲国家施加更大的国际压力，要求其避免任何侵犯人权的行为。然而，上述要求国际社会施加压力的呼吁没有得到回应，因为大多数国际社会发现，挑战日益壮大的亚洲大国的行动越来越困难，尤其是中国。即使各国近年来发出了些微的不满，但非政府组织继续点名那些侵犯人权的国家。

## 亚洲人权史

### 东南亚

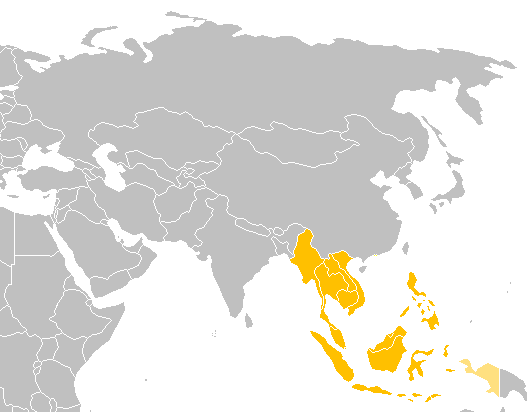
东南亚地区

从历史上看，东南亚对人权的定义与西欧或北美国家不同。承认人权的第一个标志是联合国提出的《世界人权宣言》。然而，这一宣言不具有约束力，因此没有强制执行。世界上只有51个国家（联合国会员国）认可了《世界人权宣言》的存在；许多东南亚国家尚未获得联合国会员资格。这种主要以西方为基础的人权观念从未渗透到东南亚；相反，与人权对立的意识形态才是正确的：人们不期望基于社会经济、文化、宗教等得到平等待遇。
菲律宾是亚洲第一个建立共和国的国家，为实现民主理想经历了长时间的斗争。20世纪70年代，它对费迪南德·马科斯独裁政权提出了质疑，它最终在1986年被不流血的人民力量革命所推翻。许多人权受害者在政府统治下遭受磨难，1983年，最早成立的东南亚组织之一亚洲区域人权理事会正式制定了第一份区域人权宣言，称为《东盟人民和政府基本义务宣言》。该非政府组织由菲律宾人权之父——何塞·迪奥克诺，其领导的东南亚知名人权律师们组成，迪奥克诺是最大的人权律师事务所免费法律援助小组（FLAG）的创始人。该宣言于1983年12月9日在马尼拉签署。在21世纪，菲律宾在第16任总统罗德里戈·杜特尔特(Rodrigo Duterte)的领导下面临着一场毒品战争，他曾威胁要宣布戒严令，类似于费迪南德·马科斯(Ferdinand Marcos)的独裁政权。被选为时代杂志年度风云人物的玛丽亚·雷萨(Maria Ressa)是拉普勒新闻网的创办人之一，她后来因报道杜特尔特政府而被指控诽谤。
在新加坡，某些基本自由仍然受到限制，例如集会自由。任何形式的集会仍然受到严格监管，1人或1人以上的集会都需要警方许可。新加坡政府进一步限制了任何原因的公众集会，近代史上的许多活动都以《公共秩序法》为由被停止。新加坡还经常拒绝警方为“政治目的”集会申请许可证。新加坡历史上多次保留和使用死刑，特别是在与毒品有关的刑事案件中。处决通常在宣判定罪后发生得相对较快，而且几乎没有任何透明度。新加坡的LGBTQ群体在历史上一直受到严格的限制，比如长期以来将同性关系定为犯罪的政策——这一政策一直持续到2022年。
印度尼西亚长期以来存在着许多侵犯人权的行为，但这些行为没有受到惩罚。印度尼西亚安全部队的许多成员被认定对包括强奸、殴打、非法拘留等在内的侵犯人权行为负有责任。印尼媒体虽然被官方正式认定为拥有“新闻自由”，但却受到强大的政府或商界人士的恐吓。许多记者因涉嫌违反各种刑事和民事诽谤法而入狱。宗教自由多年来一直是印度尼西亚的一个问题，尽管其宪法规定了完全的宗教自由度和宽容度。除6个受批准的国家宗教外，对任何宗教的法律限制却在印度尼西亚已经存在了几十年，预计不会很快取消。印尼的劳动法仍然很严厉，成千上万的印度尼西亚女孩被迫从事非自愿劳动。这些儿童往往被禁止离开他们的工作场所，并经常受到身体、心理和性虐待。2020年5月初，人权观察组织敦促印尼政府立即释放至少70名巴布亚和摩鹿加政治积极分子。他们是在一次反对政府的和平抗议中被捕的。人权观察还要求政府根据2018年法院的裁决，确保印尼东部省份的言论自由。

### 中亚
近年来，随着中亚与西方列强冲突的爆发，媒体对中亚人权的关注相比过去几十年有所减少，但这并不意味着，国际政府组织或非政府组织在国际舞台上完全忽视了中亚人权。当地对采纳和维护人权的关注也相对较小，像中亚联盟(CAU)这样的国际政府组织(igo)选择关注安全、经济发展和文化渗透等其他问题。

中亚

中亚有许多困扰其公民生活的人权问题。例如，人权观察汇编了许多报告，目的是提醒人们注意阿富汗仍然处于冲突状态，公民死亡人数要么居高不下，要么缓慢增长；在阿富汗，公民的总体安全是一个不确定因素，侵犯人权的行为包括酷刑、非法拘留等。政府和其他组织也不受约束。这些侵犯人权行为在阿富汗近代历史上一直存在，今天也不例外。此外，在阿富汗各地都可以发现许多性侵案件，但在案件发生后却很少得到当地政府的关注。事实上，情况恰恰相反：阿富汗政府经常下令对女性进行“处女检查”，这本质上意味着政府批准性侵犯或羞辱。
具体来看，在吉尔吉斯斯坦，人权观察报告称，2017年该国国内的人权状况几乎没有改善，政府承认酷刑等情况是一个问题，但没有主动采取任何行动来解决这些问题。酷刑等侵犯人权的行为被认为是真实存在的审讯工具，很可能被政府及其警察部队使用。2015年，吉尔吉斯斯坦当局登记了199起酷刑投诉，但实际上只有34起案件得到了调查。吉尔吉斯斯坦的其他可疑行动包括6月中旬提议封锁外国媒体，以避免负面的国际报道；这些宪法修正案受到国内外记者的强烈谴责。
哈萨克斯坦是另一个在近代历史上存在侵犯人权问题的中亚国家。人权观察谴责哈萨克斯坦政府在2016年拘留和监禁和平抗议者，拘留后还涉嫌限制行动和酷刑等其他违法行为。最近，土地征用抗议活动特别普遍，和平抗议导致活动人士与政府部队之间发生暴力冲突。哈萨克斯坦政府为上述暴力反应辩护，指出其国内法律侵犯了公民的结社和集会自由人权，但表示取消这些权利受到了联合国、欧盟和人权观察组织的严厉批评。
其他中亚国家在侵犯人权方面也有类似的情况，而且缺乏改变上述侵犯人权行为的行动。

### 南亚

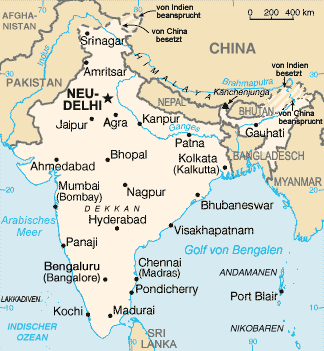
南亚地区

南亚包括孟加拉国、不丹、印度、马尔代夫、尼泊尔、巴基斯坦和斯里兰卡，每个国家都有不同程度的有效人权政策和目标。过去几年，亚洲这一地区的人权状况有了一些显著改善，但仍有改进的空间，特别是在儿童权利或妇女权利等人权领域。近年来取得了一些进展，其中包括一些协议和宣言，以打击孟加拉国的世界上最高童婚率这一现象。近年来，孟加拉国持续发生大量跟踪、性侵犯和强奸案件，报告的案件数量每年都在继续增加。最近，南亚的性取向和性别取向取得了很大的进步，官方正式承认海吉拉(Hijras)为第三性别；然而，关于第三性别、同性恋关系等相关政策仍然有些停滞不前，现有目标的实施相对缓慢，即将出台的规则或条例也相对缓慢。在南亚，强迫或非自愿失踪仍然是一个问题，联合国的调查请求不断遭到拒绝，人权观察的声明也被完全忽视。
南亚，特别是孟加拉国，最突出和最持久的问题之一是饮用水中的砷问题。世界卫生组织（WHO）表示，仅在孟加拉国就估计有4000万人中毒，地方政府几乎没有采取任何措施来改善这一问题。砷被认为来自于通过富砷岩石过滤的水和当地的采矿活动；然而，由于孟加拉国拒绝批准对此事进行任何形式的调查，后一种理由难以说明。

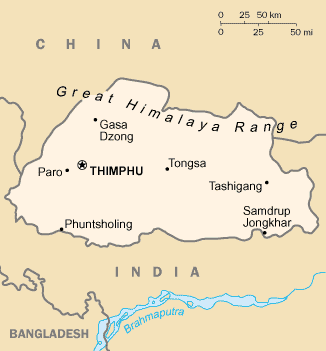
不丹

不丹是该地区主要的人权倡导者之一，在过去几年中采取了许多支持人权的政策和条例。不丹已正式承诺“享受所有人权”，并在近代历史上通过国民幸福总值（GNH）的飙升显示出其的进步。大多数专家认为，GNH评分与衡量一个国家的成功和普通公民的幸福感越来越相关。GNH取代了标准的国内生产总值（GDP），包括加拿大和日本在内的许多发达国家都考虑采用GNH。尽管不丹已采取措施改善该国人口中的历史分歧，但不丹仍然存在明显的政治不平等，导致一些公民无法行使行动自由或结社自由等基本权利。
印度是该地区的主要经济大国之一，但仍然受到许多人权问题和侵犯行为的困扰。过去几年，印度发生了许多强奸和性侵犯方面的问题，尤其是针对妇女和儿童的问题。政府谴责了这些行为，但几乎没有采取任何措施来真正解决上述问题。因此，这些行为在现在的印度社会中仍然非常普遍。尽管旨在帮助强奸或性侵犯受害者的政策正在实施，但受害者在医院或警察局仍然面临巨大的耻辱；据推测，虽然案件数量已经非常高，但由于可能受到羞辱，还有更多未报告的案件。印度也曾发生宗教暴力事件。
巴基斯坦可能是南亚最动荡的国家，由于种族或政治动机的冲突，以公民为目标的恐怖袭击造成了大量平民伤亡。随着基地组织和奥马尔虔诚军等恐怖组织的出现，医院、教育设施、政府大楼等爆炸事件屡见不鲜，每次袭击都造成越来越多的平民丧生。近年来，强迫失踪和使用儿童兵的行为也频繁发生，这两种做法都受到了国际社会的强烈谴责。由于缺乏动力和资源，政府几乎没有采取任何措施来解决这些人权问题。近几十年来，虐待妇女仍然是巴基斯坦的一个突出问题，强奸、性侵犯、强迫婚姻等事件层出不穷，在全国各地肆虐。巴基斯坦的宗教少数群体继续承受着恐怖组织和政府带来的巨大痛苦，成为专门旨在根除文化、宗教少数群体的宗教政策以及恐怖团体和政府军的巨大暴力的牺牲品。该国的激烈战斗造成了数百万难民；由于该地区的不稳定，其中大多数难民尚未永久定居。

### 东亚
近年来，东亚有许多国家成为国际社会关注的焦点。许多东亚国家的人权状况一直是许多国际一级辩论的主题，因为正在审查的是一些著名的国际行动者(即中国、日本等)。东亚不同类型的政府影响了各自国家在人权方面的透明度；此外，这些东亚国家的人权水平参差不齐，一些国家选择维护最严格的人权问题，而另一些国家则对各种侵犯人权和暴行进行制裁。

中国

中国作为国际舞台上如此重要的经济和政治大国，其人权记录自然受到国际社会和众多非政府组织的质疑。 2012年习近平就任中共总书记后，中国人权状况恶化。中国历来对批评者采取严厉态度，这种趋势在近代历史中一直持续，强迫失踪现象在中国仍然普遍存在。近年来，中国还成为年度执行死刑人数最多的国家。 虽然官方统计数据仍属于国家机密，但中国仍有 46 种罪行可判处死刑。 中国政府声称，处决人数已下降60%，每年只有几千人被处决，但没有可靠的方法来验证这些统计数据。近年来，人民群众生活条件得到改善，在中国数百万人成功摆脱贫困，基本生活得到满足。在中国，妇女权利仍然是一些基本权利，但国际社会已推动中国政府进行改善，特别是关于中国司法系统内的妇女权利，该权利自 2013 年起首次被列入中国立法议程作为讨论点。中国还因新疆拘留营和侵犯回族及其他少数民族以及宗教少数群体人权的行为而受到国际社会的批评。虽然历史上中国一直有使用酷刑的嫌疑，但近年来对酷刑的普遍态度发生了转变；中国政府现在公开反对酷刑，并惩罚参与酷刑的人。关于政府本身实施酷刑的嫌疑，近年来官方没有承认酷刑，但国际社会不断向中国施压，要求其通过各种反酷刑法律，并确保在司法系统中通过相关法案：酷刑获得的口供不被采用。
日本严格遵守集会、结社、言论自由等基本自由，在人权记录上保持了极高记录。在近代史中，日本本国公民一直受到一套严格的成文工作法的保护，并享有在各种工作场所的权利和自由，以确保安全和公平的工作条件。然而，对于来自中国和韩国的移民工人来说却不是这样；从历史上看，这些外国工人没有真正的法律保护他们的工作条件，并且他们经常成为工作条件更差、工资更低的牺牲品。移民工人还遭受了其他侵犯权利的行为，包括阻止行动自由、禁止自由通信（即通过手机、固定电话等）等。日本历史上没有任何反歧视法律，因为缺乏证据表明日本国内存在任何持续的歧视；然而，2017年，随着证据显示日本国内反韩情绪日益高涨，通过了《反仇恨言论法》，情况发生了变化。在过去几十年中，日本最显著的侵犯人权行为之一是在第二次世界大战之前和期间为其军队提供慰安妇。这些慰安妇大多不是日本国民，而是在战斗中被俘或在黑市上购买的韩国或中国俘虏。这些妇女遭受了无数次性侵犯和强奸;日本政府已承诺和解此事，并为这些女性寻求正义。2017年，日本开始采取和解措施，向众多慰安妇表示正式道歉，并向韩国和解与治愈基金会捐赠10亿日元（约1000万美元）。近年来，日本继续使用死刑，2017年有2名囚犯被定罪后被处以绞刑。

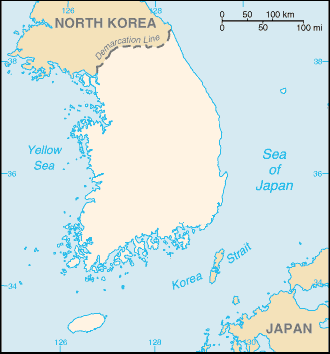
韩国

韩国享有许多与日本相同的公民和政治自由，享有一个充满活力和相对自由的社会。虽然曾有过政府利用过时的法律拘留批评政府的人的事例，但这种情况并不多见。韩国对LGBTQ群体的容忍度相对较低，近年来，从司法系统到公司董事会等多个领域都发生了许多歧视案件。韩国女性不像欧洲或北美国家的女性那样享有公民自由，而是被伴侣强迫扮演传统的家庭主妇和看护人的角色。在没有得到丈夫的同意的情况下进行堕胎，会被处以最高200万韩元的罚款。韩国也对朝鲜采取了积极的政策，这意味着任何被发现传播朝鲜正面“宣传”的公民都可能被判最高一年的监禁。

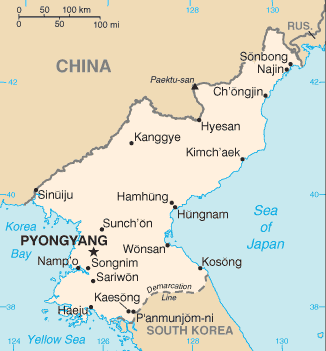
朝鲜

蒙古在历史上的人权记录一直很差，政府和个人都遭受了无数的酷刑和袭击。蒙古在2017年废除了死刑，但新当选的总统提议将死刑重新纳入司法体系。近几十年来，蒙古也发生了大量的家暴案件，但没有采取任何实际措施来改善这种情况。蒙古也是许多外来务工人员的家园；但这些工人尚未得到蒙古政府的正式承认，因此没有获得任何官方权利。
朝鲜一直是，并将继续是世界上人权状况最糟糕的国家之一。脱北者、外部非政府组织等编撰了大量记录骇人听闻的侵犯人权行为的报告。朝鲜被指控犯有一系列侵犯人权的行为，包括灭绝、谋杀、奴役、酷刑、监禁、强奸和其他形式的性暴力，以及强迫堕胎。朝鲜还限制其公民的所有基本公民和政治自由，包括任何形式的行动或结社自由，同时也不提供政治投入的论坛。朝鲜妇女继续面临各种各样的虐待，包括婚内强奸、强迫婚姻和性酷刑；这些行为由政府和其他家庭成员(通常是丈夫、父亲等)均有参与。朝鲜的监狱设施所提供的生活条件在历史上也是最恶劣的，这可能是近几十年来数十万人死亡的原因。这些战俘营主要关押政治犯，通常进行非致命的严酷的劳动、经常性的酷刑、暴力性侵或强奸，以及其他令人发指的侵犯人权行为。多年来，朝鲜一直受到国际社会的严厉批评，其恶劣的人权记录仍是联合国安理会(UN Security Council)经常讨论的话题，被视为对全球和平与安全的潜在威胁。

## 监察及规管机构
由于亚洲地区有着许多国家，每个国家的人权标准和普遍价值观以及文化都不相同，因此亚洲在人权问题上没有一个统一的中央权威也就不足为奇了。

### 《世界人权宣言》

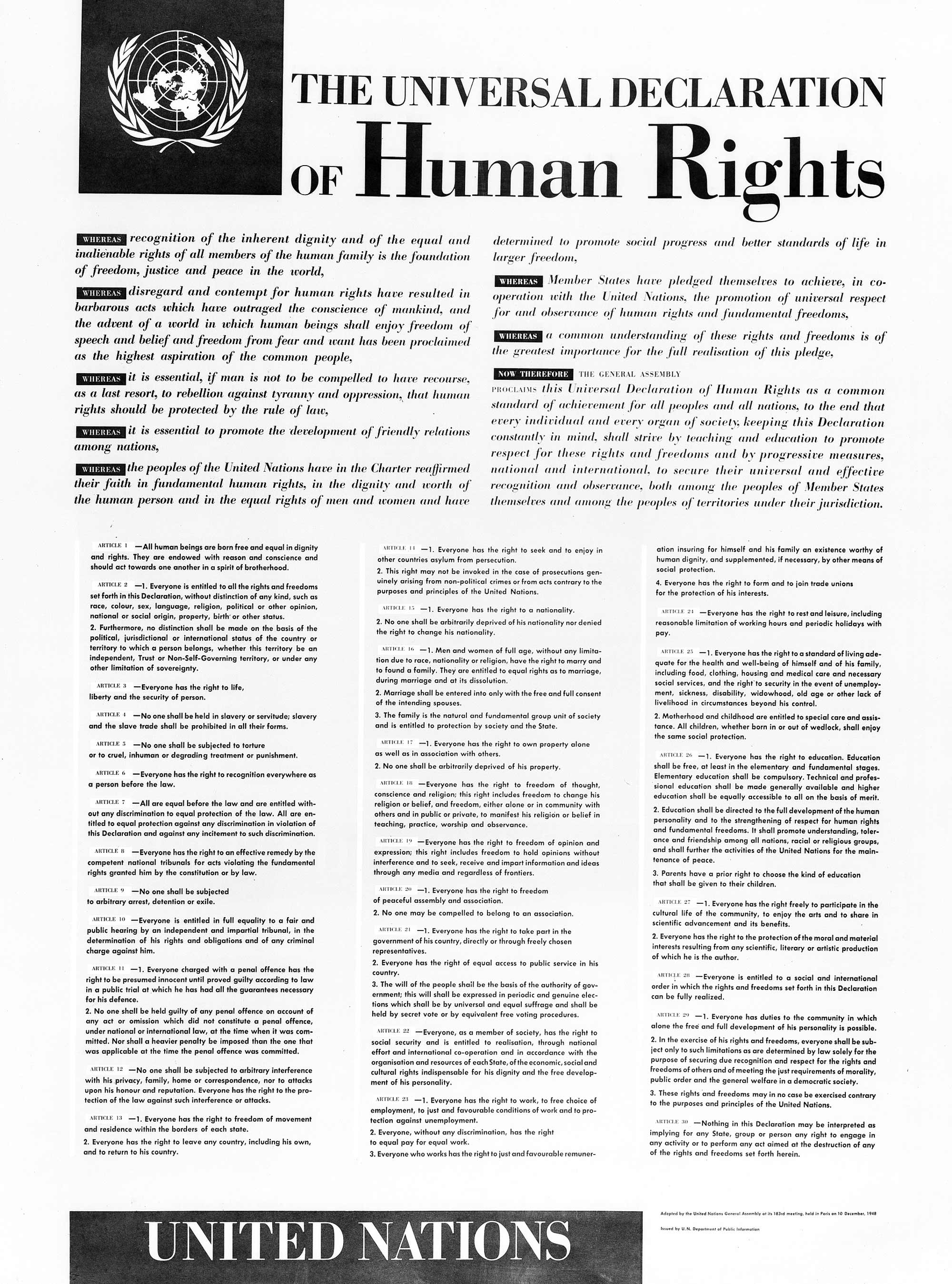
《世界人权宣言》

虽然今天大亚洲地区的一些国家在联合国通过《世界人权宣言》时不是联合国的成员国，但这些国家中的大多数(即阿富汗、巴基斯坦、印度)都投了赞成票。该宣言共有30条条款，全部涉及人权的各个方面；例如:
- 第一条：人人生而自由，在尊严和权利上一律平等。他们被赋予理性和良知，应该本着手足情谊对待彼此。[8]

- 第九条：任何人不得被任意逮捕、拘留或流放。[8]

- 第十九条：人人有意见和言论自由的权利；这项权利包括在不受干涉的情况下发表意见的自由，以及通过任何媒体和不分国界寻求、接受和传播信息和思想的自由。[8]

《世界人权宣言》的制定是希望为世界各地的人们建立一种生活标准，确保人们无论处于何种状态都能确保人道条件。《世界人权宣言》仍然被认为是关于人权的中央权威，尽管它对各国没有约束力，因此当其他选择更符合国家利益时，许多国家仍然经常忽视它。

### 东盟人权宣言
如上所述，东南亚国家联盟(东盟)可以被认为是亚洲最成熟的社会经济区域组织。东盟仅在东南亚运作，其成员国包括印度尼西亚、泰国、越南、新加坡、马来西亚、菲律宾、柬埔寨、缅甸、文莱和老挝。虽然东盟最初的重点是东南亚的经济发展，但它最近开始将其业务范围扩大到东南亚社会的其他领域(即人权)。2009年，东盟成立了东盟政府间人权委员会，希望该委员会有助于促进和规范该地区的人权状况。该委员会于2012年11月制定并一致通过了新起草的《东盟人权宣言》，该宣言呼吁东南亚所有公民享有基本权利。该宣言共有40条，其中包括:
- 第3条：任何人在任何地方，在法律面前享有人格和人权。法律面前人人平等。人人有权不受歧视地受到法律的平等保护。[8]

- 第11条：人人享有固有的生命权，受法律保护。除依照法律规定外，任何人不得被剥夺生命。[8]

- 第22条：人人享有思想、良心和宗教自由的权利。应消除基于宗教和信仰的一切形式的不容忍、歧视和煽动仇恨。[8]

- 第33条：东盟成员国应单独采取步骤，并通过区域和国际援助与合作，特别是经济和技术援助与合作，最大限度地利用其现有资源，以期逐步充分实现本宣言所承认的经济、社会和文化权利。[8]

虽然东盟所有成员国都批准了《东盟人权宣言》，但该地区仍有侵犯人权的行为，尽管存在针对上述行为的成文法律。然而，这项宣言的存在本身就表明，在一个传统上对承认人权条例不感兴趣的地区，在承认基本人权方面取得了进展。

### 经济和社会权利中心
经济和社会权利中心(CESR)关注一系列权利，包括政治权利、经济权利、社会权利等。该中心在整个亚洲开展工作，经常与亚太会议论坛(APPF)合作，在经济、社会和文化权利委员会没有设立办事处的地区改善人权状况。经济、社会和文化研究院选择通过支持国家人权机构(NHRIs)来改善整个亚洲的人权状况和法规。经济和社会权利中心(CESR)和亚太会议论坛(APPF)并没有试图作为一个国际行动者来推动变革，而是以这些国内国家人权机构能够比国际组织更有效地推动变革为借口，向亚洲各地的国家人权机构提供各种服务和支持选择。对国家人权机构的一些好处包括：
- 国家人权机构与国家之间有法律规定的关系，这赋予它们监督国际人权准则遵守情况的权力[8]
- 国家人权机构依靠比司法机构或民间社会团体更广泛的宣传工具，以及接受投诉和审查法律和实践的准司法权限；他们为政府提供咨询、援助和能力建设[8]
- 国家人权机构处于政府、民间社会和联合国人权系统之间的独特地位，可以将各种政府和非政府行为者聚集在一起[8]
- 作为常设机构，国家人权机构能够长期跟踪问题，以确定权利履行水平的趋势[8]

### 中亚人权协会
中亚人权协会(AHRCA)是成立于2006年的法国独立人权组织。该协会主要关注人权监测，报告许多侵犯人权的行为，包括酷刑、恶劣的工作条件、LGBTQ限制、媒体压制等。该组织监测中亚地区的国家，包括哈萨克斯坦、吉尔吉斯斯坦、塔吉克斯坦、土库曼斯坦和乌兹别克斯坦。AHRCA在很大程度上依靠国际权利机制为中亚带来变革，而不是自己实施变革。AHRCA的重点包括但不限于：
- 防止酷刑
- 对政治犯的支持
- 保护难民
- 宗教自由

最近的活动者倡议包括AHRCA呼吁国际抵制乌兹别克斯坦棉花，因为它在收获时严重依赖强制性童工。

### 人权观察
人权观察(HRW)被广泛认为是世界上最可靠的非政府人权组织之一。人权观察成立于1978年，对全球各国进行监测，发布了100多份年度报告，并对侵犯人权行为进行了广泛的媒体报道。此外，人权观察定期与各国政府和政府间组织(即联合国、欧洲联盟、非洲联盟等)举行会议，提供政策建议、简报等。除了每年发布的广泛监测人权观察外，该组织还着重于促进其工作所在区域的变革。例如，人权观察积极组织和报道针对各种各样问题(如黎巴嫩的垃圾焚烧)的抗议或激进活动。人权观察多年来一直参与亚洲地区的工作，定期发布关于每个亚洲国家的各种报告和批评。这些报告集中讨论了一些问题，包括基本自由、妇女权利、童工等。

### 欧盟

欧盟盟旗

除了前面提到的为东亚人权管制和监督作出贡献的区域政府机构和非政府组织外，欧洲联盟（欧盟）近年来发挥了积极作用。虽然欧盟此前并未被期望干预东亚人权问题，但欧盟对《全球人权制裁条例协定》的承诺扩大了欧盟的管辖范围，涵盖了全球侵犯人权行为，包括东亚境内发生的侵犯人权行为。该监管框架于2019年12月9日开始初步起草。2020年11月17日，欧洲理事会正式成立该协定。该框架特别承诺“建立一个新的横向欧盟全球人权制裁制度，以解决世界范围内严重的侵犯和践踏人权行为”。几年来，欧盟一直在监测东亚的人权发展，并发表了几份公开声明，谴责一些国家侵犯人权。最早的声明之一可以追溯到2009年，当时欧盟公开审查了中国政府处决九名基督教公民的行为。尽管欧盟积极参与东亚人权监督的做法很新颖，但在中国新疆省正在发生的反维吾尔族暴力事件上，欧盟最实质性的努力是可以得到认可的。2020年2月，欧盟发表声明称，中国的陈明国应对“对维吾尔族和其他穆斯林少数民族的任意拘留和有辱人格的行为，以及对他们的宗教或信仰自由的系统侵犯”负责。除了这些指控外，欧盟还在新疆的业务边界内策划了各种旅行禁令和资产冻结，从而表明，面对东亚侵犯人权的行为，欧盟实施了切实的、基于政策的制裁。

## 严重侵犯人权

### 2005年安集延动乱

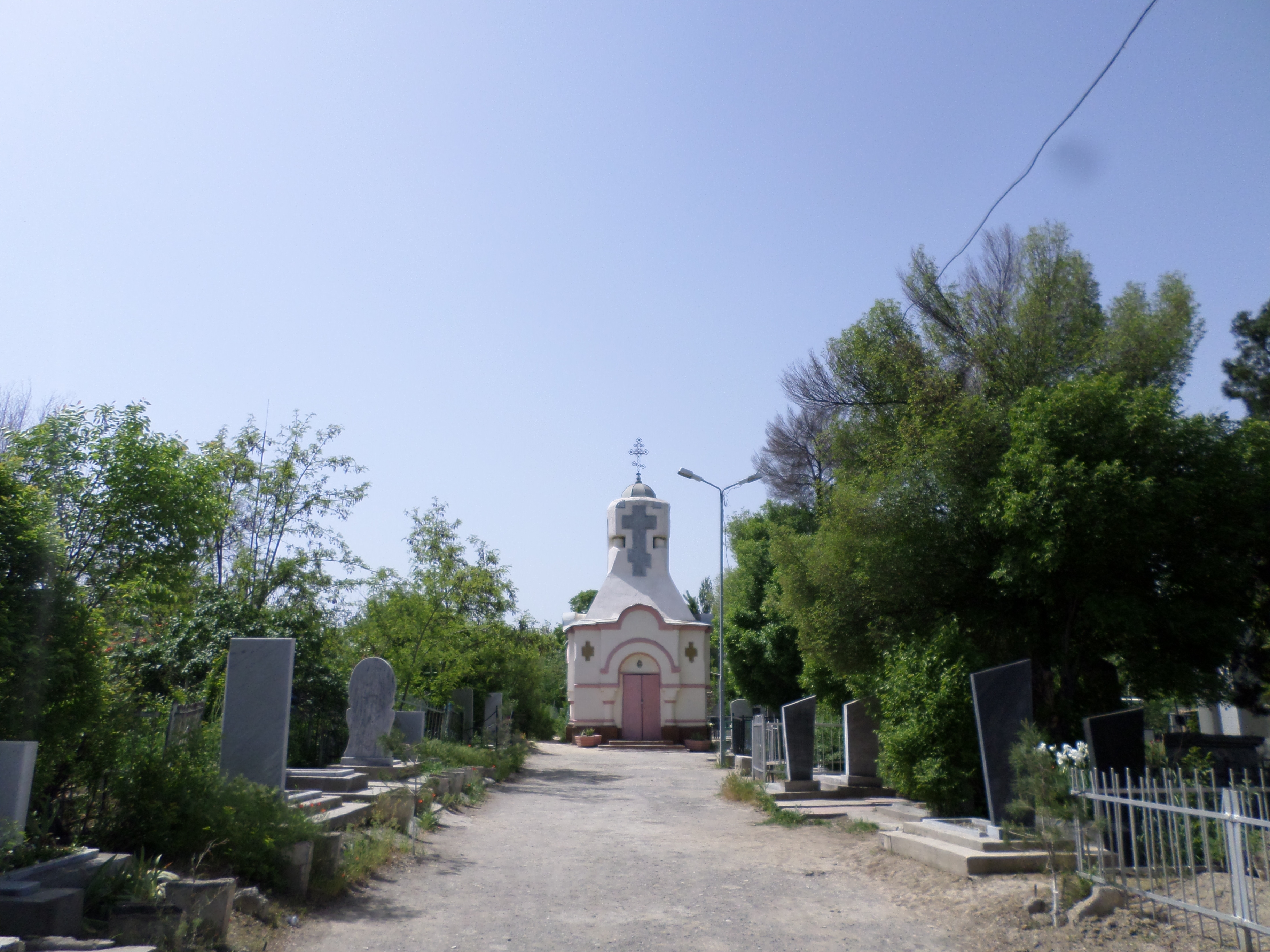
安集延市教堂

2005年发生在乌兹别克斯坦的安集延骚乱侵犯人权，是近代历史上最严重的大规模处决平民事件之一，平民死亡人数估计在200至1500人以上。政府不愿释放23名被控极端主义、原教旨主义和分裂主义的当地商人，引发了这种侵犯人权的行为。一个小型民兵组织聚集在关押这些商人的监狱外，并在凌晨将他们带出监狱，杀害了一些狱警，并俘虏了多名政府官员。乌兹别克斯坦公民走上街头支持越狱行动，占领巴巴尔广场，抗议政府贪腐、司法不公等。政府军队封锁了通往广场的所有道路，希望遏制抗议活动，但许多人只是步行经过军队，加入了抗议活动。早些时候有报道说，平民和军队之间发生了交火，但巴巴尔广场上的抗议者没有被吓倒，仍然留在原地。下午5点到6点之间，政府在没有任何警告的情况下向巴巴尔广场发起了大规模进攻。乌兹别克斯坦武装部队使用狙击步枪、突击步枪和武装运兵车(apc)对付抗议的平民，不分青红皂白地向男女老少射击。后来有报道称，武装部队有计划地处决动弹不得的受伤平民，并将数百具尸体移入乱葬坑。尽管乌兹别克斯坦政府声称只对抗议活动中的恐怖组织采取了行动，但在安集延大屠杀后，乌兹别克斯坦受到了国际社会的严厉批评。

### 红色高棉种族灭绝
红色高棉的种族灭绝是由柬埔寨共产党在1975年至1979年间实施的。这个政治团体的人口一直在缓慢增长，同时还受到越共和北越军队等团体的武装。1975年，红色高棉(Khmer Rouge)在柬埔寨内战(Cambodian Civil War)中取得胜利后，该组织开始了大规模屠杀，在接下来的五年里，这些屠杀一直困扰着柬埔寨。红色高棉种族灭绝期间的死亡人数估计在150万至300万之间，其中至少有一半是出于政治动机的处决。那些没有受到出于政治动机的处决的人要么死于恶劣的工作条件，要么死于处决后的纪律酷刑。红色高棉政权严格执行其社会工程政策，其中大部分侧重于重建农业社会。这种关注导致柬埔寨城市人口被大规模驱逐，后来城市人口被迫进入农村地区，以便在农业（通常是水稻）机构工作。此外，红色高棉预计每公顷水稻产量将增加两倍，从1吨增加到3吨；这一预期并没有考虑到将城市人口安置在典型的农村工作岗位上所造成的巨大效率低下。城市人口根本不具备实现红色高棉目标所需的技能，许多人由于他们的生产率低而被贴上经济破坏者的标签被处决。处决起初是用枪支进行的，但由于弹药短缺，柬埔寨青少年配备了钝性近战武器，被迫对红色高棉的敌人进行处决。自1979年红色高棉政权垮台以来，估计已经发现了2万个乱葬坑。2014年，红色高棉领导人农谢(Nuon Chea)和乔森潘(Khieu Samphan)因危害人类罪被判处无期徒刑。

### 道县大屠杀
道县大屠杀发生在中国文化大革命期间，从1967年8月13日到10月17日共持续了66天。被屠杀的人被怀疑为是中国共产党的敌人。通常情况下，当地的中共干部和革命狂热分子进行非正式的逮捕;那些被当地的中共干部或民兵逮捕和处决的人受到了不公正的审判，而那些审判者正是下令逮捕的人。受害者被以多种方式杀害，包括枪杀、殴打和斩首。负责进行杀戮的组织成员得到了更高的工资和更好的生活条件。虽然中共没有正式宽恕他们，但直到道县大屠杀的幸存者们大量投诉到达政府高层，中共才停止处决。杀戮在第47野战军部队部署后才停止，但那些参与处决的人从未受到惩罚。

### 孟加拉国的种族灭绝强奸案
1971年孟加拉国解放战争中，巴基斯坦军方及其支持的民兵强奸了20万至40万名妇女和女孩，试图进行种族灭绝。巴基斯坦军方领导人称孟加拉自由战士是“印度教徒”，他们的妇女只是军队的战利品，可以在他们认为合适的时候使用。妇女被关押在特殊营地，在那里她们多次遭到巴基斯坦军队的多次轮奸；这些妇女只能用头发上吊才能逃离集中营——这一行动导致军方剃掉了集中营所有囚犯的头发。那些没有上吊成功的囚犯通常会被强奸、杀害。虽然巴基斯坦军方试图不让国际媒体报道这些有计划的强奸事件，但许多人权机构和媒体发表了关于这种种族灭绝强奸的报道或故事；巴基斯坦随后受到了巨大的国际批评，谴责他们的行为。虽然巴基斯坦军方辩称，强奸案不超过几百起，只是越轨士兵的行为，但军方更有可能采取了一项可能会消灭孟加拉人民的政策。